# Orignolles
Orignolles est une commune du Sud-Ouest de la France située dans le département de la Charente-Maritime, en région Nouvelle-Aquitaine.
Ses habitants sont appelés les Orignollais et les Orignollaises.

## Géographie
Cette commune rurale et viticole appartient au canton des Trois Monts.

### Communes limitrophes
| Montlieu-la-Garde |            | Neuvicq            |
|                   | Orignolles | Saint-Martin-d'Ary |
|                   | Clérac     |                    |

## Urbanisme

### Typologie
Au 1er janvier 2024, Orignolles est catégorisée commune rurale à habitat dispersé, selon la nouvelle grille communale de densité à 7 niveaux définie par l'Insee en 2022.
Elle est située hors unité urbaine et hors attraction des villes,.

### Occupation des sols
L'occupation des sols de la commune, telle qu'elle ressort de la base de données européenne d’occupation biophysique des sols Corine Land Cover (CLC), est marquée par l'importance des territoires agricoles (62,1 % en 2018), en diminution par rapport à 1990 (64,9 %). La répartition détaillée en 2018 est la suivante : 
zones agricoles hétérogènes (39,7 %), forêts (32,2 %), prairies (11,7 %), terres arables (10,7 %), zones urbanisées (3,3 %), mines, décharges et chantiers (2,3 %). L'évolution de l’occupation des sols de la commune et de ses infrastructures peut être observée sur les différentes représentations cartographiques du territoire : la carte de Cassini (XVIIIe siècle), la carte d'état-major (1820-1866) et les cartes ou photos aériennes de l'IGN pour la période actuelle (1950 à aujourd'hui).

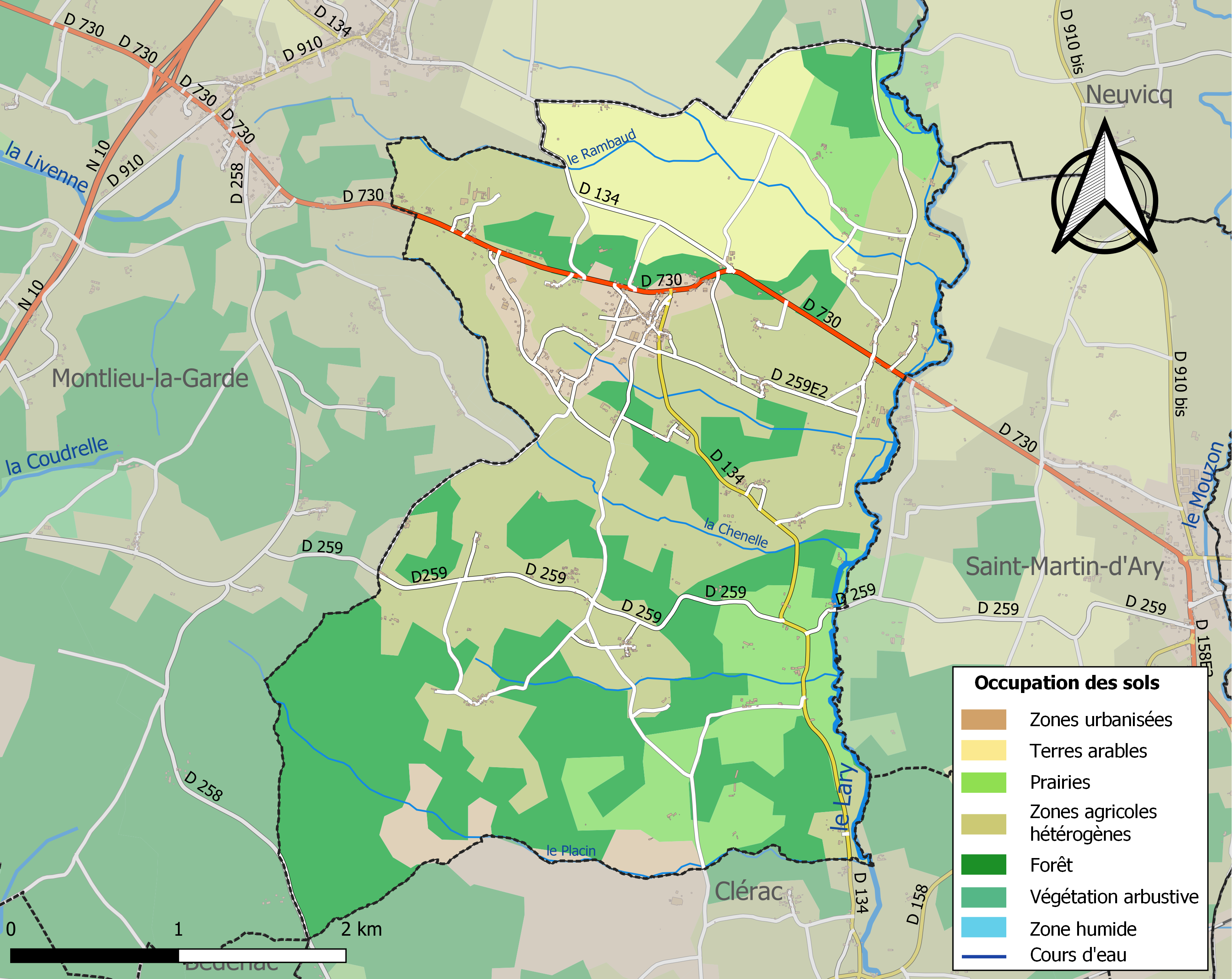
Carte des infrastructures et de l'occupation des sols de la commune en 2018 (CLC).

### Risques majeurs
Le territoire de la commune d'Orignolles est vulnérable à différents aléas naturels : météorologiques (tempête, orage, neige, grand froid, canicule ou sécheresse), inondations, feux de forêts, mouvements de terrains et séisme (sismicité faible). Il est également exposé à un risque technologique,  le transport de matières dangereuses. Un site publié par le BRGM permet d'évaluer simplement et rapidement les risques d'un bien localisé soit par son adresse soit par le numéro de sa parcelle.

#### Risques naturels
Certaines parties du territoire communal sont susceptibles d’être affectées par le risque d’inondation par débordement de cours d'eau, notamment le Lary. La commune a été reconnue en état de catastrophe naturelle au titre des dommages causés par les inondations et coulées de boue survenues en 1982, 1986, 1999 et 2010,.
Orignolles est exposée au risque de feu de forêt du fait de la présence sur son territoire du massif de la Double saintongeaise, un massif classé à risque dans le plan départemental de protection des forêts contre les incendies (PDPFCI), élaboré pour la période 2017-2026 et qui fait suite à un plan 2007-2016. Les mesures individuelles de prévention contre les incendies sont précisées par divers arrêtés préfectoraux et s’appliquent dans les zones exposées aux incendies de forêt et à moins de 200 mètres de celles-ci. L’article L.131-1 du code forestier et l’arrêté du 2 décembre 2020 règlementent l'emploi du feu en interdisant notamment d’apporter du feu, de fumer et de jeter des mégots de cigarette dans les espaces sensibles et sur les voies qui les traversent sous peine de sanctions. Un autre arrêté du 2 décembre 2020 rend le débroussaillement obligatoire, incombant au propriétaire ou ayant droit,,,.

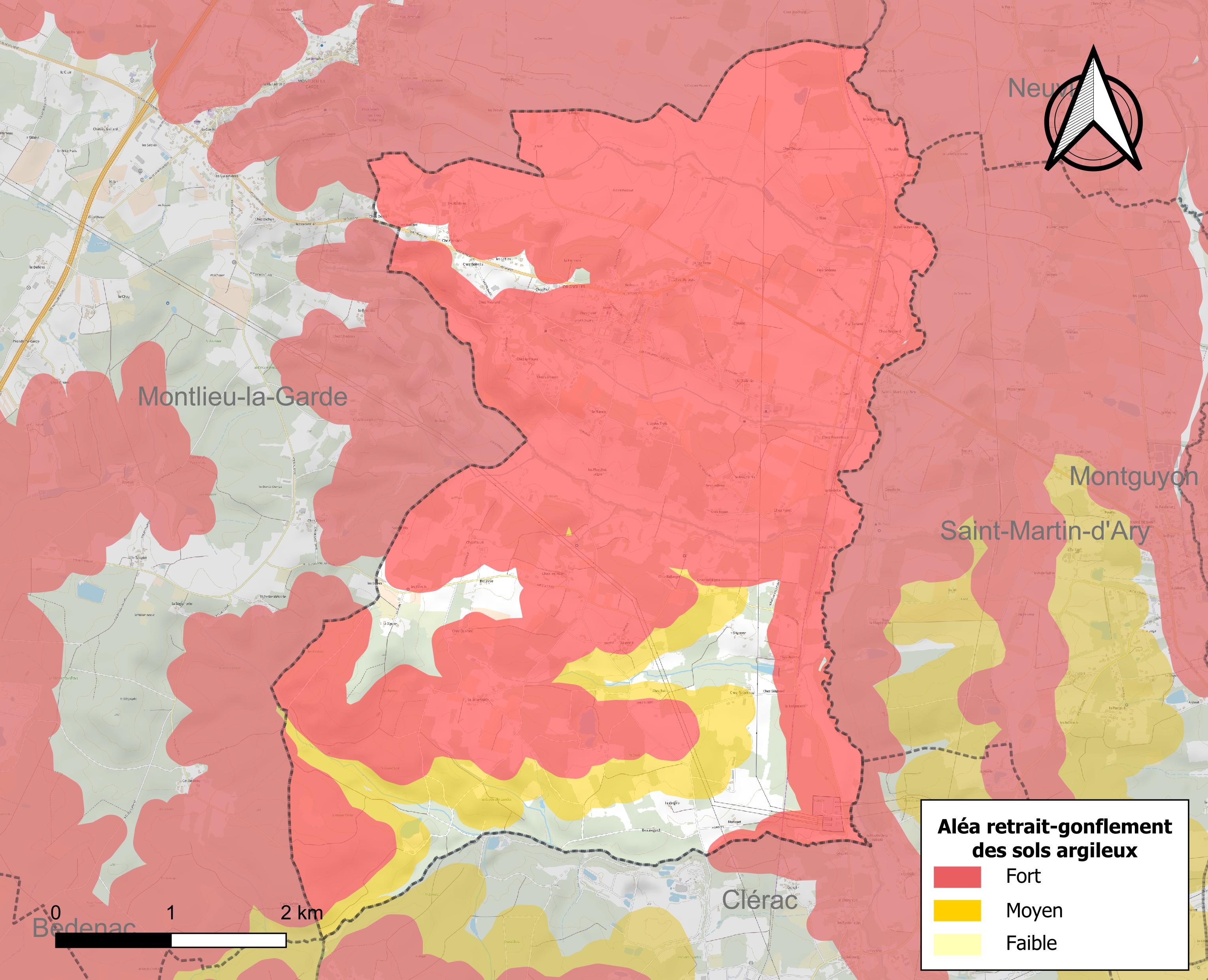
Carte des zones d'aléa retrait-gonflement des sols argileux d'Orignolles.

Les mouvements de terrains susceptibles de se produire sur la commune sont des affaissements et effondrements liés aux cavités souterraines (hors mines) et des tassements différentiels. Par ailleurs, afin de mieux appréhender le risque d’affaissement de terrain, l'inventaire national des cavités souterraines permet de localiser celles situées sur la commune.
Le retrait-gonflement des sols argileux est susceptible d'engendrer des dommages importants aux bâtiments en cas d’alternance de périodes de sécheresse et de pluie. 88,9 % de la superficie communale est en aléa moyen ou fort (54,2 % au niveau départemental et 48,5 % au niveau national). Sur les 371 bâtiments dénombrés sur la commune en 2019,  340 sont en aléa moyen ou fort, soit 92 %, à comparer aux 57 % au niveau départemental et 54 % au niveau national. Une cartographie de l'exposition du territoire national au retrait gonflement des sols argileux est disponible sur le site du BRGM,.
Par ailleurs, afin de mieux appréhender le risque d’affaissement de terrain, l'inventaire national des cavités souterraines permet de localiser celles situées sur la commune.
Concernant les mouvements de terrains, la commune a été reconnue en état de catastrophe naturelle au titre des dommages causés par la sécheresse en 1989, 2002, 2003, 2005 et 2011 et par des mouvements de terrain en 1999 et 2010.

#### Risques technologiques
Le risque de transport de matières dangereuses sur la commune est lié à sa traversée par une ou des infrastructures routières ou ferroviaires importantes ou la présence d'une canalisation de transport d'hydrocarbures. Un accident se produisant sur de telles infrastructures est susceptible d’avoir des effets graves sur les biens, les personnes ou l'environnement, selon la nature du matériau transporté. Des dispositions d’urbanisme peuvent être préconisées en conséquence.

## Toponymie
Deux hypothèses coexistent sur l’origine du nom[réf. à confirmer]:
- D'Aulana, nom de noisettes utilisé dans le sud de la France, se transformant rapidement en auloniala désignant un bois planté de noisetiers.

## Histoire

### Ancien Régime
Sous l'Ancien Régime, la terre d'Orignolles dépendait de la châtellenie de Montlieu. La paroisse abritait un prieuré dépendant de l'abbaye de Baignes, et l'église relevait de l'évêché de Saintes. Le presbytère se situait dans le bourg et desservait la paroisse annexe de Saint-Martin-d'Ary. En 1793, une cloche de l'église de Saint-Aigulin, datant de 1699, fut installée à Orignolles, refondue en 1882.
Au lieu-dit Saint-Félix (également orthographié Phélix), se trouvait une chapelle dédiée à Félix de Gérone. Des vestiges d'inhumations y ont été retrouvés au XIXe siècle pendant des travaux de voierie.
Les registres paroissiaux remontent jusqu'en 1621. On y retrouve les traces de plusieurs familles de seigneurs : Bonnevin de Polignac, Guérin de l'Étang, Malet de la Magdeleine… Au lieu-dit le Marais, vivait l'écuyer seigneur Isaac Dealis d'Escalette. Le 01 février 1770, il fut inhumé dans l'église d'Orignolles.
Sur la carte de Cassini plusieurs moulins sont représentés :
- Un moulin à vent au-dessus du bourg (également représenté sur le plan du cadastre napoléonien de 1826).
- Quatre moulins à aubes alimentés par le Lary : Grand-Moulin, Petit-Moulin, Berland et Felit.
- Deux moulins alimentés par le ruisseau du Rambaud (affluent du Lary) : la Touille et Rioux.
- Deux moulins alimentés par le ruisseau de la Chenelle (affluent du Lary) : la Sourde et Petit-Felit.

### Époque contemporaine
En contrebas de l'église, se trouvait une laiterie dont les bâtiments abritent actuellement le siège social de l'entreprise de transports Rapiteau.
Deux lignes ferroviaires desservaient Orignolles :
- Près du bourg, le tramway de la ligne Mirambeau-Saint-Aigulin appartenant au réseau des Chemins de fer économiques des Charentes. En service de 1904 à 1926.
- Près du Lary, le train de la Ligne de Châteauneuf-sur-Charente à Saint-Mariens-Saint-Yzan. La première pierre de la gare Orignolles-Montguyon fut posée par le député Fernand Larquier. Cette voie ferrée servit au trafic de voyageurs de 1904 à 1938, puis au transport de marchandises pour le transport d'argiles de l'AGS de Clérac, dont la voie est encore en place entre Saint-Mariens et Clérac. Le poste de gérante de la gare d'Orignolles-Montguyon fut supprimé le 01 mars 1980. Depuis 2004, la portion entre Orignolles et Barbezieux fut transformée en voie verte. Actuellement, la halle à marchandises d'Orignolles abrite une coopérative agricole d'approvisionnement.

## Administration

### Liste des maires

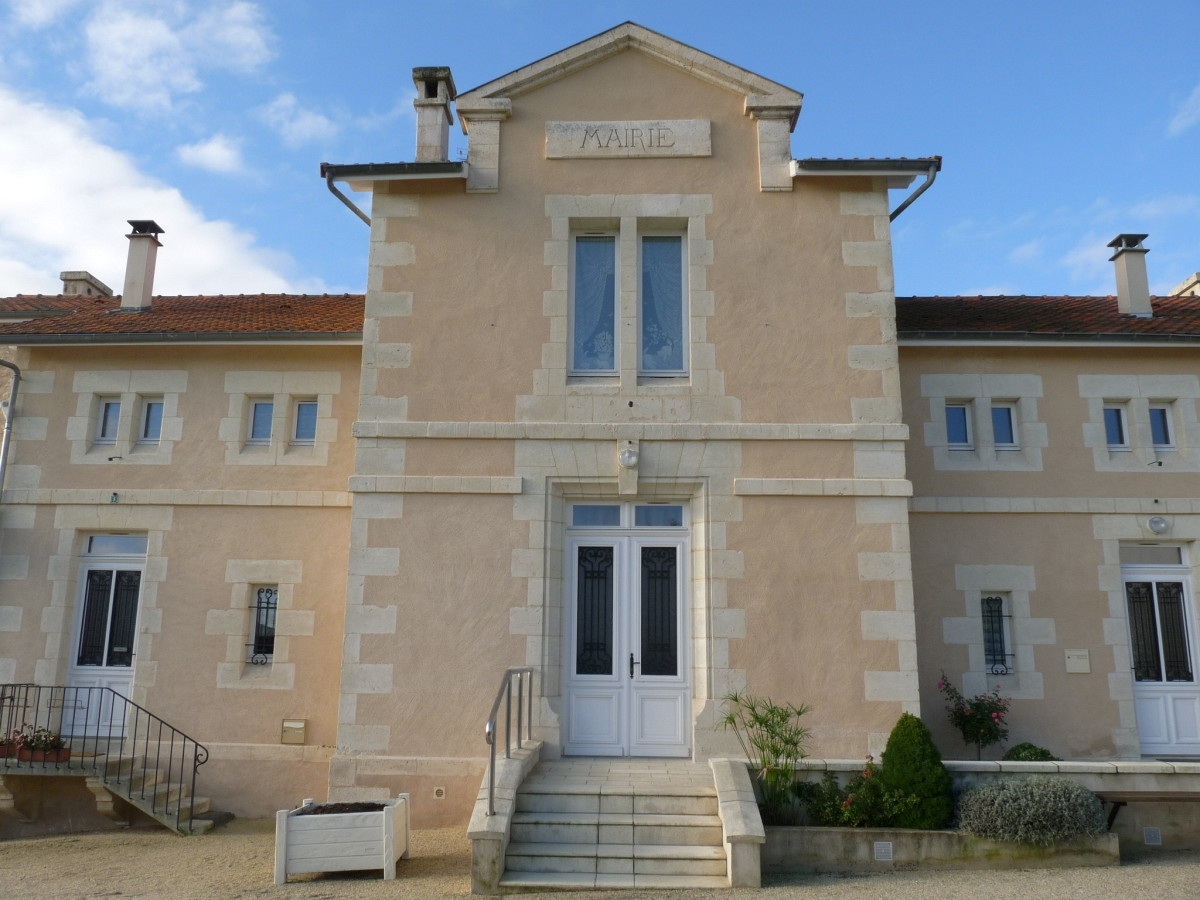
La mairie.

| Période                                  | Période  | Identité             | Étiquette | Qualité           |
| ---------------------------------------- | -------- | -------------------- | --------- | ----------------- |
| avant 1995                               | 1995     | Yvon Mornet          |           |                   |
| 1995                                     | En cours | Jean-Michel Rapiteau | DVD       | Chef d'entreprise |
| Les données manquantes sont à compléter. |          |                      |           |                   |

## Démographie

### Évolution démographique
L'évolution du nombre d'habitants est connue à travers les recensements de la population effectués dans la commune depuis 1793. Pour les communes de moins de 10 000 habitants, une enquête de recensement portant sur toute la population est réalisée tous les cinq ans, les populations de référence des années intermédiaires étant quant à elles estimées par interpolation ou extrapolation. Pour la commune, le premier recensement exhaustif entrant dans le cadre du nouveau dispositif a été réalisé en 2004.

En 2022, la commune comptait 715 habitants, en évolution de +7,68 % par rapport à 2016 (Charente-Maritime : +4,04 %, France hors Mayotte : +2,11 %).
| 1793 | 1800 | 1806 | 1821 | 1831 | 1836 | 1841 | 1846 | 1851 |
| ---- | ---- | ---- | ---- | ---- | ---- | ---- | ---- | ---- |
| 944  | 905  | 740  | 830  | 907  | 940  | 893  | 908  | 938  |

| 1856 | 1861 | 1866 | 1872 | 1876 | 1881 | 1886 | 1891 | 1896 |
| ---- | ---- | ---- | ---- | ---- | ---- | ---- | ---- | ---- |
| 953  | 930  | 958  | 890  | 888  | 804  | 801  | 776  | 727  |

| 1901 | 1906 | 1911 | 1921 | 1926 | 1931 | 1936 | 1946 | 1954 |
| ---- | ---- | ---- | ---- | ---- | ---- | ---- | ---- | ---- |
| 734  | 757  | 731  | 651  | 683  | 731  | 654  | 670  | 644  |

| 1962 | 1968 | 1975 | 1982 | 1990 | 1999 | 2004 | 2006 | 2009 |
| ---- | ---- | ---- | ---- | ---- | ---- | ---- | ---- | ---- |
| 650  | 611  | 609  | 635  | 653  | 625  | 615  | 604  | 624  |

| 2014 | 2019 | 2022 | - | - | - | - | - | - |
| ---- | ---- | ---- | - | - | - | - | - | - |
| 645  | 687  | 715  | - | - | - | - | - | - |

## Économie
- Coiffeur.
- Magasin électro-ménager.
- Épicerie multifonction.
- Transport Rapiteau.
- Transport Rousselot.

## Équipements, services et vie locale
- École primaire.
- Bibliothèque.
- Foyer municipal situé au centre du bourg.
- Terrain de foot.
- Terrain de tennis et parc de jeux pour enfants.

## Lieux et monuments

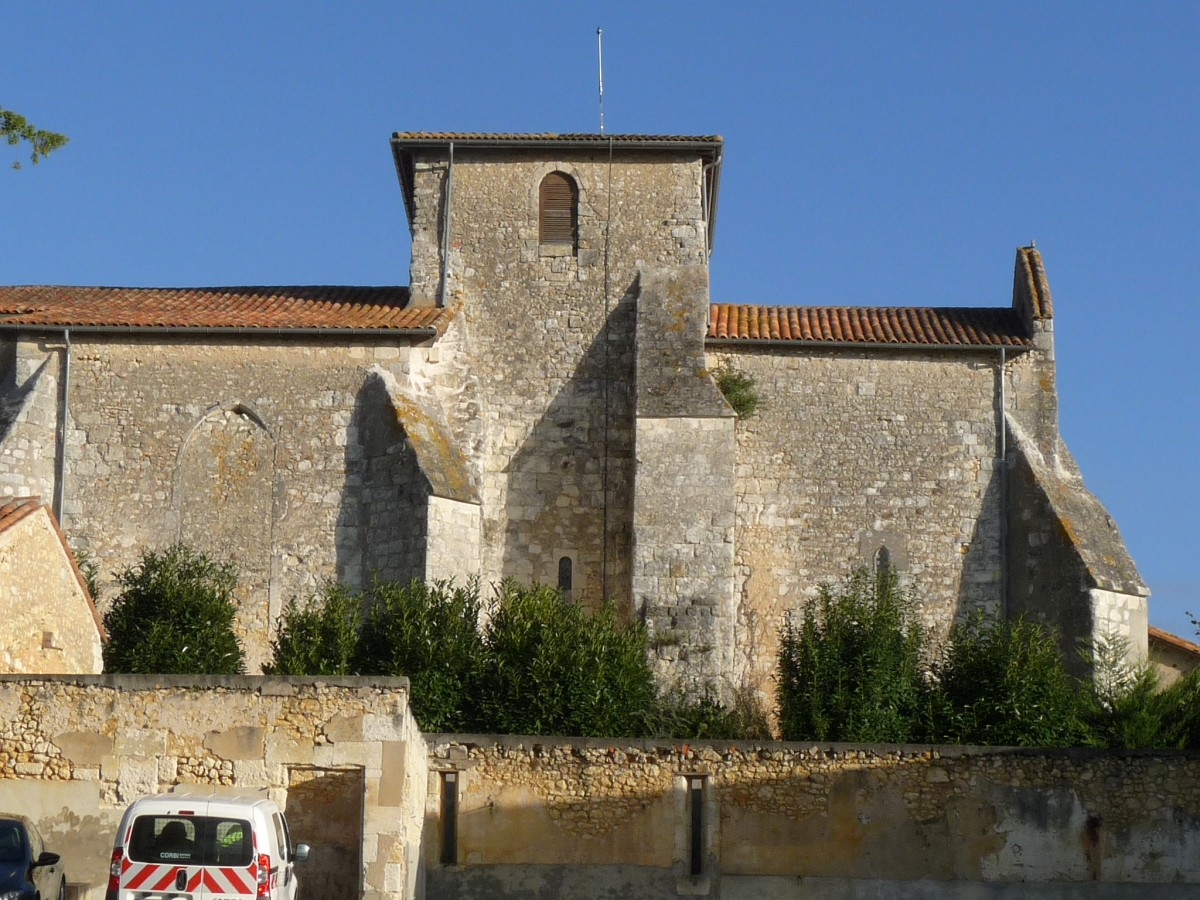
Vue latérale de l'église.

### Patrimoine religieux
- Église paroissiale Saint-Pierre, ancien prieuré bénédictin vraisemblablement du XIIe siècle et remanié au XVe siècle[25]. Le 8 janvier 1975, les Monuments historiques inscrivent divers éléments de l'église, tous du XVIIIe siècle[26] :

1. 2 statues en bois taillé avec décor en relief, l'une de saint Pierre et l'autre de saint Paul.
2. Un tableau "Calvaire" appartenant au retable du maître-autel.
3. Le même retable en bois taillé et doré avec, en médaillon, Dieu le Père.
4. Un tabernacle à ailes en bois taillé, peint et doré. Y figurent saint Jean, saint Luc, saint Marc, saint Matthieu, saint Joseph en buste en médaillon et la Vierge en buste en médaillon.
5. Enfin l'autel lui également en bois taillé et doré.

### Patrimoine civil
- Un lavoir restauré, situé au lieu-dit la Vallée.
- Trois anciens moulins à aubes implantés sur le Lary : Petit-Moulin, Berland et Felit. Le Petit-Moulin a été répertorié en tant que patrimoine industriel étant un moulin à blé, auquel était associé un petit moulin à huile, transformé en minoterie dont  l'activité perdura jusque dans les années 1950[27].
- Le logis du Marais, dont les dépendances de la ferme datent du XVIIIe siècle[28].
- Domaine du lieu-dit les Barbins, mentionné dès le XVIe siècle, actuellement producteur de Cognac[29].
- Maison de ferme de la Pierrière, datant du XVIIe siècle[30], actuellement en ruine.
- Distillerie Cassin, près du Lary et de l'ancienne gare[31].